# Argidia rosacea
Argidia rosacea är en fjärilsart som beskrevs av Butler 1879. Argidia rosacea ingår i släktet Argidia och familjen nattflyn. Inga underarter finns listade i Catalogue of Life.